# Ivano Bordon
Ivano Bordon (Venècia, el 13 d'abril de 1951) és un exfutbolista italià que jugava com a porter. Durant la seva carrera va ser considerat com un dels millors porters d'Itàlia on va tenir una reeixida carrera jugant per a diversos clubs italians. A nivell internacional, es va estar principalment a l'ombra de Dino Zoff, i va ser membre de la selecció nacional italiana que va guanyar la Copa del Món de 1982, també va participar en la Copa del Món del 1978 i la UEFA Euro 1980.